# Лоден, Барбара
Ба́рбара Ло́ден (англ. Barbara Loden; 8 июля 1932, Ашвилл, Северная Каролина, США — 5 сентября 1980, Нью-Йорк, США) — американская актриса и режиссёр. Лауреат премии «Тони» (1964) в номинации «Лучшая женская роль второго плана в пьесе» за роль Мэгги из пьесы «После падения» (1963).

## Биография
Барбара Лоден родилась 8 июля 1932 года в Ашвилле (штат Северная Каролина, США).
Барбара, которая была актрисой театра и кино, комедианткой, кинорежиссёром, сценаристом, кинопродюсером и фотомоделью, начала свою карьеру в начале 1950-х годов. В 1963 году Лоден сыграла роль Мэгги в пьесе «После падения» и в следующем году получила премию премии «Тони» в номинации «Лучшая женская роль второго плана в пьесе» за эту роль.
Сняла фильм «Ванда» (1970), а котором сыграла главную роль.
Барбара дважды была замужем (первый брак с Лоуренсом Йоахимом окончился разводом, со вторым мужем, Элиа Казаном, находилась в бракоразводном процессе на момент своей смерти), от каждого из браков имела по сыну.
48-летняя Барбара скончалась 5 сентября 1980 года в Нью-Йорке (США) после года борьбы с раком молочной железы и раком лёгких.